# Queenslandské kulturní centrum
Queenslandské kulturní centrum (anglicky Queensland Cultural Center) je kulturní a zábavní instituce zapsaná na seznamu kulturních památek. Je umístěno na ulici Grey Street ve čtvrti South Brisbane ve městě Brisbane v australském státě Queensland. Hlavními součástmi centra jsou Queenslandské centrum jevištního umění (Queensland Performing Arts Center, QPAC), Queenslandské muzeum (Queensland Museum), Státní knihovna Queenslandu (State Library of Queensland, SLQ), Queenslandská galerie umění (Queensland Art Gallery, QAG) a Queenslandská galerie moderního umění (Queensland Gallery of Modern Art, GOMA).
Centrum se začalo stavět roku 1976. Nejstarší část navrhl brisbaneský architektonický ateliér Robin Gibson and Partners a byla otevřena v roce 1985. V roce 2010 získal ateliér cenu queenslandské pobočky Australského institutu architektů (Australian Institute of Architects, AIA) za „25 let hodnotné architektury“.
V roce 2006 byla postavena budova GOMA, kterou navrhli Kerry a Lindsay Clareovi z atelieru Architectus. V roce 2007 získala budova tři ocenění a v roce 2010 Zlatou medaili AIA. Ve stejném roce byla otevřena přístavba budovy SLQ navržená architekty z ateliérů Donovan Hill a Peddle Thorp. V roce 2007 získala od AIA prestižní Cenu Sira Zelmana Cowena za veřejnou architekturu.

## Queenslandské centrum jevištního umění
Queenslandské centrum jevištního umění je nejdůležitějším divadelní budovou Queenslandu. Má k dispozici čtyři velké sály a pátý je ve výstavbě s předpokládanám dokončením k roku 2022.
| Sál                                          | Kapacita  | Určení                          |
| -------------------------------------------- | --------- | ------------------------------- |
| Lyric Theatre                                | 2000      | - muzikál - opera - balet       |
| Concert Hall                                 | 1600–1800 | - orchestrální hudba - koncerty |
| Playhouse                                    | 850       | - divadlo - balet               |
| Cremorne Theatre                             | 200–300   | - divadlo - komedie - kabaret   |
| New Performing Arts Venue Hall (ve výstavbě) | 1500      | - muzikál - opera - balet       |

## Queenslandské muzeum
Hlavní budova muzea v Queenslandském kulturním centru mimo jiné ukazuje historii, etnografii a přírodu Queenslandu. Provádí se zde také vědecký výzkum v oblastech biodiversity, věd o Zemi a kulturní historie. Pro děti a dospělé muzeum nabízí přírodovědnou výstavu SparkLab, kde se návštěvníci mohou pomocí interaktivních experimentů seznámit s přírodovědeckými poznatky, jež umožňují fungování mnoha zařízení v běžném životě.
Kromě toho má Queenslandské muzeum i několik dalších poboček mimo Queenslandské kulturní centrum. Jsou to:
- Zeměpisné muzeum (Museum of Lands, Mapping and Surveying) v Brisbane,
- Železniční muzeum (Workshops Rail Museum) v North Ipswichi,
- Muzeum koňských povozů (Cobb & Co Museum) v Toowoombě,
- Muzeum tropického Queenslandu (Museum of Tropical Queensland) v Townsville, kde jsou mimo jiné vystaveny předměty z vraku lodi HMS Pandora, potopené roku 1791.

## Státní knihovna Queenslandu
Státní knihovna Queenslandu vznikla roku 1896 jako Brisbane Public Library. Kromě knih, časopisů a rukopisů má také velké množství fotografií a dalších materiálů. Jsou zde dvě sbírky zařazené do Paměti světa UNESCO, a sice materiály k historii strany Labour party a archiv antropoložky Margaret Lawrieové.

## Queenslandská galerie umění
Queenslandská galerie umění vznikla roku 1895 jako Queensland National Art Gallery. K dispozici má 4700 čtverečných metrů výstavního prostoru. Je zde zastoupeno mezinárodní umění (například obraz La Belle Hollandaise od Pabla Picassa), australské umění (například obraz Under the Jacaranda od Richarda Godfreye Riverse) i domorodé umění původních obyvatel Austrálie.

## Queenslandská galerie moderního umění
Queenslandská galerie moderního umění se zaměřuje na umění konce 20. a 21. století. Jsou zde zastoupeni například Georg Baselitz, Olafur Eliasson, Willem de Kooning, James Turrell, Cindy Shermanová, Nam June Paik, Xu Bing, Jajoi Kusamaová, Lee Ufan, Aj Wej-wej a Anish Kapoor.